# Арефин, Юрий Иванович
Юрий Иванович Арефин (21 сентября 1930, Ленинград — 3 января 2013, Санкт-Петербург) — передовик советского машиностроения, слесарь-инструментальщик производственного объединения «Завод имени М. И. Калинина» Министерства машиностроения СССР, город Ленинград, Герой Социалистического Труда (1977).

## Биография
Родился в 1930 году в городе Ленинграде в рабочей семье.
Во время Великой Отечественной войны, в 1942 году был эвакуирован из блокадного города, воспользовавшись дорогой жизни через Ладогу. После освобождения Ленинграда, в 1944 году вернулся в родной город и пошёл учиться в ремесленное училище №22. В 1945 году занял третье место на первом конкурсе мастеров трудовых резервов.
После окончания обучения трудоустроился в инструментальный цех Завода имени Калинина М.И. Был призван на службу в армию, после демобилизации вернулся работать на завод. Стал работать слесарем-инструментальщиком.
На протяжении всей трудовой деятельности являлся высококвалифицированным специалистом, наставником для молодого поколения. Выполнял искусно самые сложные детали. Автор ряда рационализаторских предложений. 
Указом Президиума Верховного Совета СССР от 25 апреля 1977 года (закрытым) за достижение высоких показателей в производстве Юрию Ивановичу Арефину присвоено звание Героя Социалистического Труда с вручением ордена Ленина и медали «Серп и Молот».
В 1979 году перешёл на работу в профессиональное училище, преподавателем. Позже из учебного заведения вышел на заслуженный отдых.
Являлся членом Ленинградского горкома и бюро Василеостровского райкома КПСС.
Проживал в городе Санкт-Петербурге. Умер 3 января 2013 года. Похоронен на Смоленском кладбище в Санкт-Петербурге.

## Награды
За трудовые успехи был удостоен:
- золотая звезда «Серп и Молот» (25.04.1977)
- орден Ленина (25.04.1977)
- Орден Трудового Красного Знамени (06.11.1970)
- другие медали.